# Маринетт (округ)
Округ Маринетт (англ. Marinette County) располагается в штате Висконсин, США. Официально образован в 1879 году. По состоянию на 2010 год, численность населения составляла 41 749 человек.

## География
По данным Бюро переписи США, общая площадь округа равняется 4 014,504 км2, из которых 3623,414 км2 суша и 391,090 км2 или 9,700 % это водоемы.

## Население
По данным переписи населения 2000 года в округе проживает 43 384 жителя в составе 17 585 домашних хозяйств и 11 834 семей. Плотность населения составляет 12,00 человек на км2. На территории округа насчитывается 26 260 жилых строений, при плотности застройки около 7,00-ми строений на км2. Расовый состав населения: белые — 98,08 %, афроамериканцы — 0,23 %, коренные американцы (индейцы) — 0,50 %, азиаты — 0,27 %, гавайцы — 0,02 %, представители других рас — 0,21 %, представители двух или более рас — 0,69 %. Испаноязычные составляли 0,75 % населения независимо от расы.
В составе 28,80 % из общего числа домашних хозяйств проживают дети в возрасте до 18 лет, 56,40 % домашних хозяйств представляют собой супружеские пары проживающие вместе, 7,40 % домашних хозяйств представляют собой одиноких женщин без супруга, 32,70 % домашних хозяйств не имеют отношения к семьям, 28,30 % домашних хозяйств состоят из одного человека, 13,30 % домашних хозяйств состоят из престарелых (65 лет и старше), проживающих в одиночестве. Средний размер домашнего хозяйства составляет 2,38 человека, и средний размер семьи 2,92 человека.
Возрастной состав округа: 23,50 % моложе 18 лет, 8,10 % от 18 до 24, 25,90 % от 25 до 44, 25,00 % от 45 до 64 и 25,00 % от 65 и старше. Средний возраст жителя округа 40 лет. На каждые 100 женщин приходится 97,50 мужчин. На каждые 100 женщин старше 18 лет приходится 95,00 мужчин.